# Танжер-Мед
35°53′23″ пн. ш. 5°30′05″ зх. д. / 35.88980556° пн. ш. 5.50133056° зх. д.
Танжер-Мед або Tanger Med (Tangier-Mediterranean Port, араб. طنجة المتوسط) — марокканський промисловий портовий комплекс
, у місті Танжер,
розташований на березі Гібралтарської протоки.
Розрахований
на товарообіг 9 млн контейнерів,

7 млн пасажирів,
700 000 вантажівок та експорт 1 млн автівок
,
а також термінали для сипучих вантажів, основних вантажів та нафтогазові термінали.
Tanger Med також має промислову зону для 1100 компаній, що здійснили річний обсяг експорту в 2020 році на 8000 млн євро,

що працюють в різних секторах, таких як автомобільна промисловість, аеронавтика, харчова промисловість, логістика та текстиль.
.
Перший контейнерний термінал був відкритий 27 липня 2007 року королем Марокко Мохаммедом VI, після п'яти років будівництва.
Кошторисна вартість будівництва — 2 мільярди євро

Підрядниками будівництва були: Maersk, Eurogate, Bouygues та Horizon Terminals. Адміністрація порту — Agence spéciale Tanger Méditerranée (TMSA).
Конкурентом для перевалки між Європою та Північною Африкою та Середземномор'ям, а також на шляху між державами Перської затоки до Північної Америки є європейський порт Альхесірас в Іспанії, який розташований навпроти.